# Silvestre Vilaplana i Barnés
Silvestre Vilaplana i Barnés (Alcoi, 28 de juliol de 1969) és un escriptor valencià que ha conreat els gèneres de la poesia, la novel·la i la narrativa. Les seues obres han estat distingides amb diversos premis i reconeixements com el de Crítica Serra d'Or, el Ciutat d'Alzira o el Miquel Martí i Pol de poesia. El 2011 rebé el premi Alfons el Magnànim per la seua novel·la El quadern de les vides perdudes. L'any 2016 va rebre el Premi de Novel·la Negra Vila de Tiana-Memorial Agustí Vehí per Els ossos soterats.
L'any 2020, amb l'obra La música del diable, una simbiosi entre l'experiència vital d'un músic i el Faust de Goethe, guanyà el Premi Gran Angular de literatura juvenil.

## Obres[calcitació]
De la seua obra, destaca la novel·la Les cendres del cavaller, una mena de biografia sobre Joanot Martorell, l'autor del Tirant lo Blanc.
Poesia
- 1998 - L'alè del temps, (dins Arran de terra. 12 poemaris)
- 1999 - La senda de les hores - Premi 25 d'abril 1998, Barcelona
- 1999 - Aigües de clepsidra - Premi Paco Mollà 1998, Petrer
- 2000 - Calendari dels silencis - Premi Nacional de Poesia Miguel Hernández 1999, Oriola
- 2004 - Poemes diversos, (dins Poetes del Sud)
- 2005 - Els colors del vent - Premi Carme Guasch 2005, Badalona
- 2005 - Deserts - Premi Josep Maria Ribelles 2004, Puçol
- 2007 - Partitures perdudes - Premi de poesia Festa d'Elx 2006, Elx
- 2008 - Bagatge de Tenebres - Premi Ciutat de Torrent, 2006, Torrent
- 2009 - Un altre silenci - Premi Miquel Martí i Pol, Roda de Ter

Novel·la
- 2005 - Les cendres del cavaller - Premi de Novel·la Ciutat d'Alzira 2003, Premi Crítica Serra d'Or de Literatura Infantil i Juvenil 2006[2]
- 2005 - L'anell del pescador
- 2010 - L'estany de foc - Premi Blai Bellver, Ciutat de Xàtiva 2009
- 2012 - El quadern de les vides perdudes - Premi Alfons el Magnànim de Narrativa 2011
- 2015 - Un sepulcre de lletres minúscules - Premi Millor Novel·la, València negra 2016
- 2016 - Els ossos soterrats[5] - Premi Memorial Agustí Vehí de novel·la negra, Tiana 2016
- 2020 - Dones sense nom - Crims.cat, Alrevés, 2020
- 2022 - Suburbis del paradís (Crims.cat - 66). Editorial Clandestina
- 2023 - Àngels de la mort (Crims.cat - 81). Editorial Clandestina
- 2024 - La mirada de l'impostor (Bromera). Premi Ciutat d'Elx de Narrativa

Narrativa infantil i juvenil
- 1999 - La mirada d'Al-Azraq - Premi Narrativa Jove de novel·la 1998, Ondara
- 2000 - Els dimonis de Pandora - Finalista Premi Bancaixa 1999
- 2001 - Les urpes del diable
- 2004 - 1r d'amfibologia [conte], (dins Llibre d'escolaritat)
- 2007 - La frontera negra - Finalista Premi de la Crítica Protagonista Jove 2009
- 2009 - Viatge al Purgatori
- 2011 - Resurrecció - Premi de la Crítica Samaruc de l'Associació de Bibliotecaris Valencians, 2012
- 2016 - La Mèdium - Premi de la Crítica Serra d'Or 2017
- 2016 - Llibres amb perfum de sang - Premi de la Crítica Samaruc de l'Associació de Bibliotecaris Valencians, 2017
- 2017 - El triangle rosa- Premi Fundació Bancaixa de Narrativa Juvenil 2016, Premi de la Crítica dels Escriptors Valencians
- 2019 - La sang del príncep

Assaig
- 2010 - Joanot Martorell. Un cavaller sense fronteres